# WWF WrestleMania Challenge
WWF WrestleMania Challenge est un jeu vidéo de catch professionnel commercialisé sur console NES en 1990 aux États-Unis, et en 1992 en Europe. Ce jeu est la suite de WWF WrestleMania, commercialisé trois ans plus tôt. Aux États-Unis, le jeu est sorti juste après WrestleMania VI, lorsque l'Ultimate Warrior était champion de la fédération, ce catcheur est d'ailleurs mis en avant dans le jeu. Le jeu met en scène neuf personnages : The Ultimate Warrior, Hulk Hogan, "Macho King" Randy Savage, André le Géant, Hacksaw Jim Duggan, The Big Boss Man, Ravishing Rick Rude, Brutus "The Barber" Beefcake, et "Yourself" (personnage générique). Dans un mode à un-contre-un, les joueurs peuvent choisir une version différente du personnage générique.
Le jeu était à l'origine nommé WWF Survivor Series. Après la commercialisation de ce jeu, le développement de la série WrestleMania incombe Sculptured Software, qui a par la suite développé WWF Super WrestleMania et WWF WrestleMania: Steel Cage Challenge.
WWF WrestleMania Challenge reçoit la note 17/25 dans l'édition de janvier 1991 du magazine GamePro.

## Système de jeu
Les modes incluent : Exhibition, Single, Tag Team et 3 vs. 3. Seul le mode Exhibition pouvait se jouer à deux. Pour les matchs à quatre, les joueurs pouvaient soit contrôler chacun une équipe de deux catcheurs, soit coopérer au sein d'une même équipe et affronter l'ordinateur. Le mode Challenge se résumait à choisir un catcheur et à affronter les autres successivement pour devenir champion de la WWF.

## Gameplay
Les fonctionnalités incluent un gameplay fluide et des mouvements uniques (bien que petits) pour chaque lutteur. Les matchs sont présentés sous une vue isométrique en plongée du ring qui comprend les barres d'endurance des lutteurs le long du tablier. Une barre vide rendra le joueur vulnérable aux chutes .